# Peru (Nebraska)
Peru és una població dels Estats Units a l'estat de Nebraska. Segons el cens del 2000 tenia 569 habitants.

## Demografia
Segons el cens del 2000, Peru tenia 569 habitants, 246 habitatges, i 132 famílies. La densitat de població era de 406,8 habitants per km².
Dels 246 habitatges en un 26% hi vivien nens de menys de 18 anys, en un 43,1% hi vivien parelles casades, en un 6,1% dones solteres, i en un 46,3% no eren unitats familiars. En el 32,9% dels habitatges hi vivien persones soles el 10,6% de les quals corresponia a persones de 65 anys o més que vivien soles. El nombre mitjà de persones vivint en cada habitatge era de 2,31 i el nombre mitjà de persones que vivien en cada família era de 2,98.
Per edats la població es repartia de la següent manera: un 23,7% tenia menys de 18 anys, un 22,3% entre 18 i 24, un 23,6% entre 25 i 44, un 17,8% de 45 a 60 i un 12,7% 65 anys o més.
L'edat mediana era de 29 anys. Per cada 100 dones de 18 o més anys hi havia 107,7 homes.
La renda mediana per habitatge era de 27.216 $ i la renda mediana per família de 39.875 $. Els homes tenien una renda mediana de 28.125 $ mentre que les dones 22.500 $. La renda per capita de la població era de 14.637 $. Aproximadament el 16% de les famílies i el 20,5% de la població estaven per davall del llindar de pobresa.

## Poblacions més properes
El següent diagrama mostra les poblacions més properes.